# 香港仔浸信會

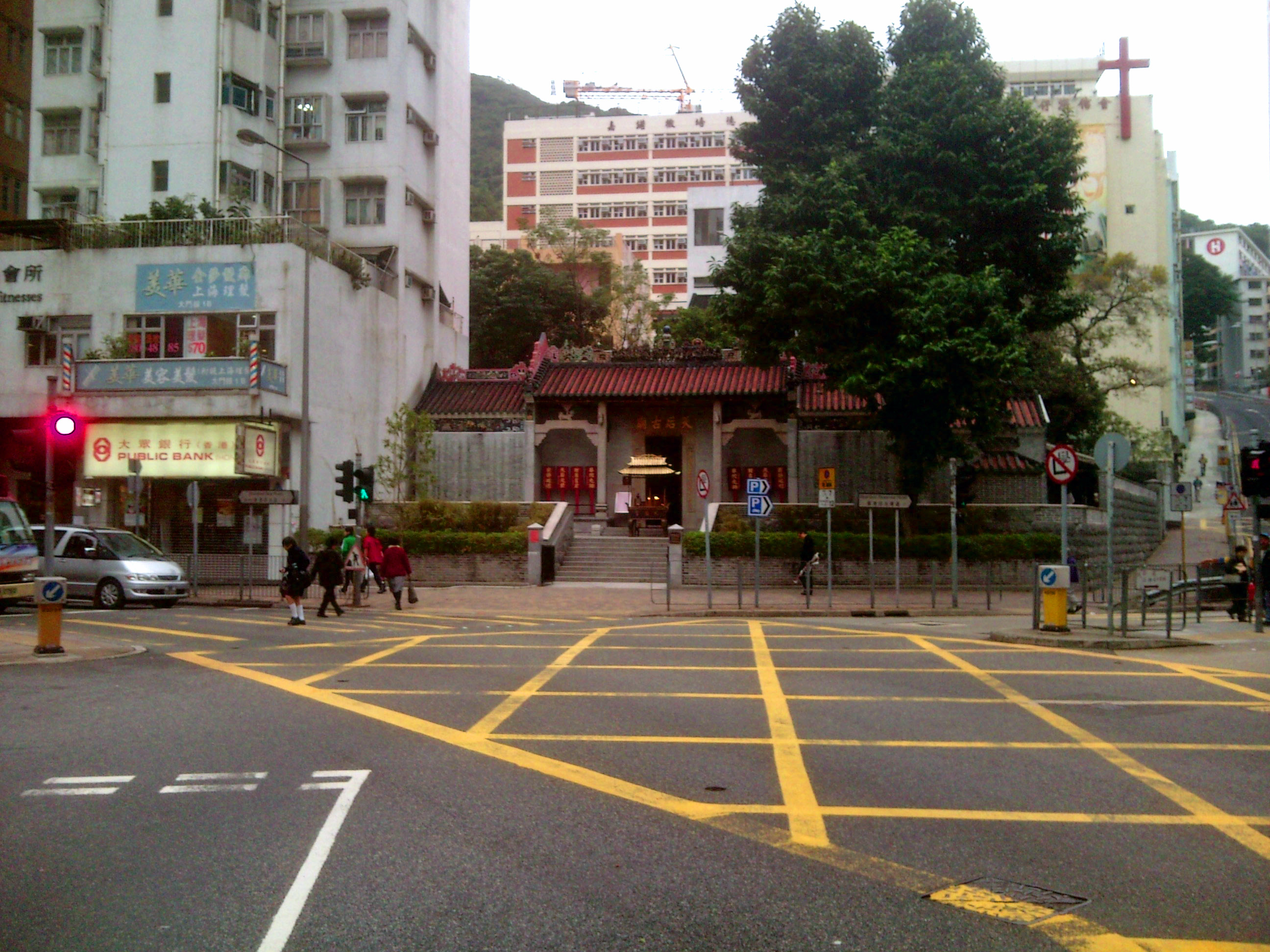
香港仔浸信會位於圖中天后廟後方

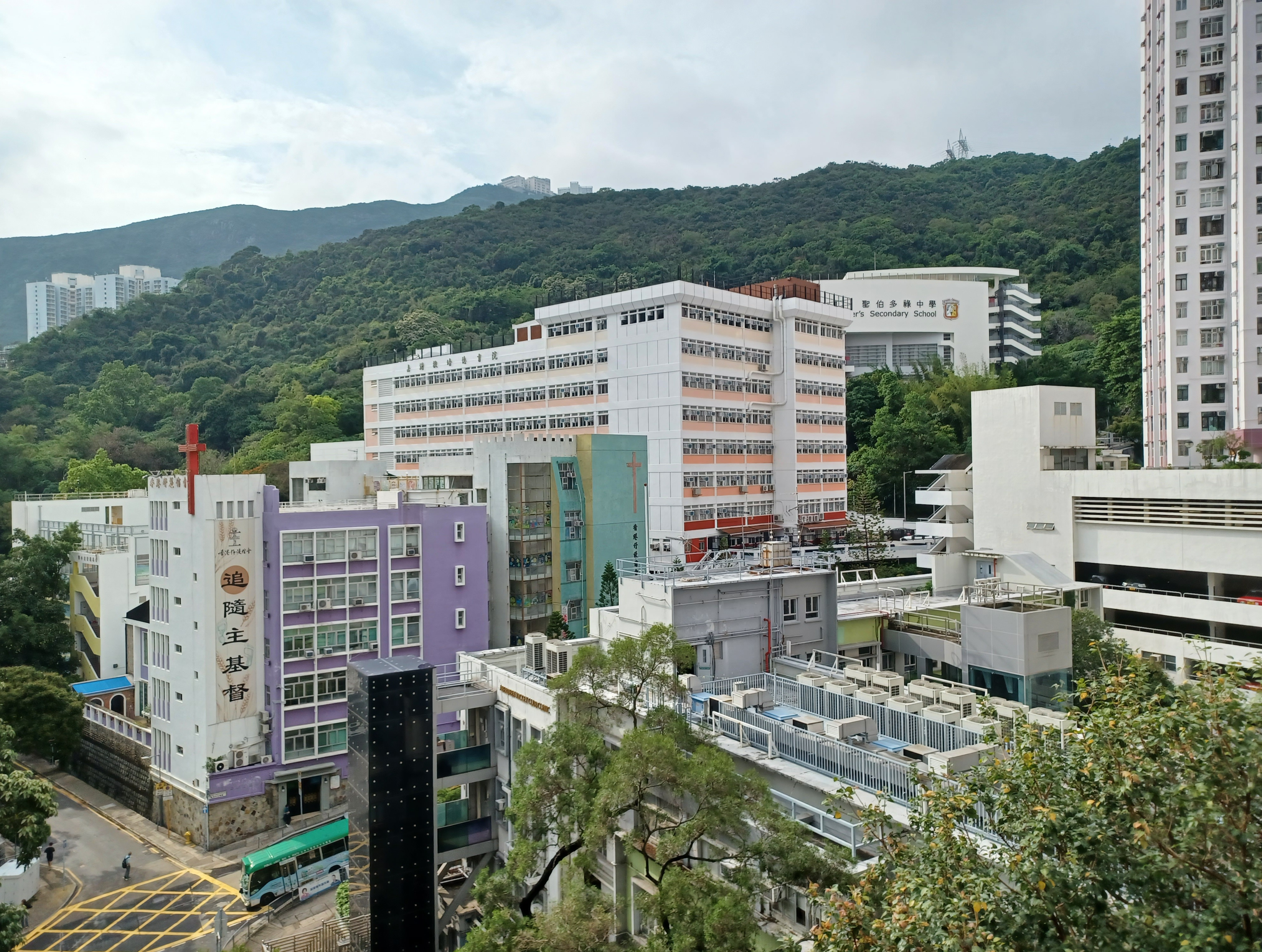
香港仔浸信會（圖左紫色建築物）與嘉諾撒培德書院

香港仔浸信會（英語：Aberdeen Baptist Church，簡稱仔浸）位於香港南區香港仔，是香港浸信會聯會旗下的教堂之一，於1931年9月13日成立。現時的主任牧師是陳天生牧師。

## 歷史
自1905年由香港浸信教會成立基址，1931年獨立為自理教會，至今已超過一百年歷史。在過去一個世紀之中，一直在香港仔區傳揚福音，服事坊眾，也與南區一同成長，成為香港南區歷史的一部份。
仔浸建立之始，母會在鴨脷洲一會友之醫館門外，掛上「浸信會談道所」，並開始聚會；至今會址兩次搬遷，始搬入香港仔水塘道十一號現址；而現址也經過兩次擴建，多番修葺，才發展至今日的模樣。
教會發展當然不只於會址的搬遷及擴建，數十年來，本會以傳揚福音，服事社群為己任，一直致力在佈道、植堂、海外宣教、辦學等各方面，服事神，服事社區。佈道工作方面，本會除了推動「三福」訓練外，也成立了不同的佈道小組，並定期在南區不同的醫院、安老院及復康中心作關顧佈道服事，並有街頭及屋村佈道等事工；植堂方面，自1962鴨脷洲浸信會獨立為自理教會後，本會在1994及1996年、先後建立利群福音堂和利安福音堂，現時兩所基址仍在不斷茁壯成長之中；本會自1992年起，學習實踐差傳使命，全力實踐認領(服事)未得之民的工作，初期已認領一個少數民族為服事的群體，1996年亦開拓了泰緬邊境的福音工作；同時也支持香港信會聯會差傳工心的工作。
服事社區方面，本會多年來以辦學為服事社區的重心，已開辦一間津貼中學——香港仔浸信會呂明才書院，和一所非牟利幼稚園——香港仔浸信會白光幼稚園；設立兩所學校的目的，在為本區青年及幼兒，提供高質素，有基督教色彩的教育，也透過辦學，將福音傳給下一代。
自1999年起，本會重新訂定了跨世紀的發展重心，要成為一間「建立主耶穌基督門徒的教會」，同時確立教會的「使命宣言」，及長遠發展的路向。感謝神的恩典，加上同工及眾肢體的同心努力，神將得救的人數加給教會，到2006年，本會增設第三堂崇拜，並開始積極部署更進一步服事社區，傳揚福音的方向。

## 座堂
- 利安福音堂（利東邨道18號）（每主日均設有崇拜聚，並視之為母會的第四堂崇拜）

## 主辦學校
- 香港仔浸信會呂明才書院
- 香港仔浸信會白光幼稚園

## 外部連結
- 香港仔浸信會 （页面存档备份，存于）